# Lissonota depressifronta
Lissonota depressifronta là một loài tò vò trong họ Ichneumonidae.